# جوزيف كايل
جوزيف كايل (بالإنجليزية: Joseph Kyle)‏ (16 أكتوبر 1913 بإسكتلندا في المملكة المتحدة - 1993) هو مدرب كرة قدم ولاعب كرة قدم إسكتلندي في مركز مهاجم داخلي، شارك في الألعاب الأولمبية الصيفية 1936. وشارك مع منتخب المملكة المتحدة الوطني لكرة القدم. أما مع النوادي، فقد لعب مع نادي كوينز بارك.

## وصلات خارجية
- جوزيف كايل على موقع الاتحاد الدولي (مؤرشف)  (الإنجليزية)
- جوزيف كايل على موقع أوليمبيديا (الإنجليزية)